# Cájar
Cájar település Spanyolországban, Granada tartományban. Cájar Monachil, La Zubia, Granada és Huétor Vega községekkel határos. Lakosainak száma 5492 fő (2024).

## Népesség
A település népessége az elmúlt években az alábbi módon változott:
| Lakosok száma | 3249 | 3838 | 4139 | 4596 | 4714 | 4929 | 5025 | 5129 | 5262 | 5492 |
|               | 2001 | 2004 | 2006 | 2009 | 2011 | 2014 | 2016 | 2019 | 2021 | 2024 |